# Роккаб'янка
Роккаб'янка (італ. Roccabianca) — муніципалітет в Італії, у регіоні Емілія-Романья,  провінція Парма.
Роккаб'янка розташований на відстані близько 400 км на північний захід від Рима, 110 км на північний захід від Болоньї, 25 км на північ від Парми.

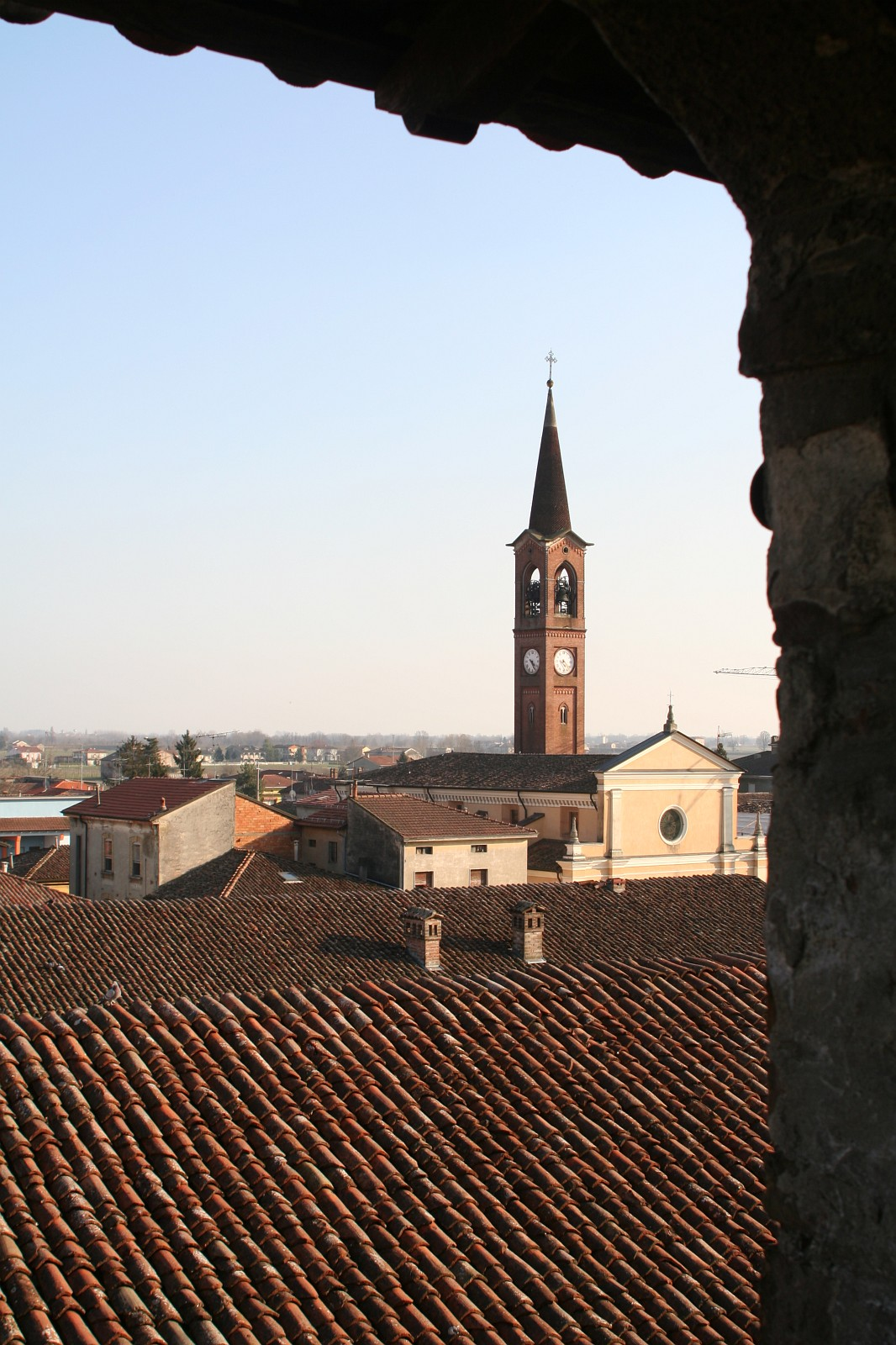

Населення — 3067 осіб (2014).

## Демографія
Населення за роками:

Станом на 1 січня 2023 року в муніципалітеті офіційно проживало 379 іноземців з 25 країн, серед них 95 громадян країн Євросоюзу та 2 громадяни України.

## Сусідні муніципалітети
- Мотта-Балуффі
- Сан-Данієле-По
- Сан-Секондо-Парменсе
- Сісса-Треказалі
- Соранья
- Торричелла-дель-Піццо
- Полезіне-Цибелло